# 다이키리

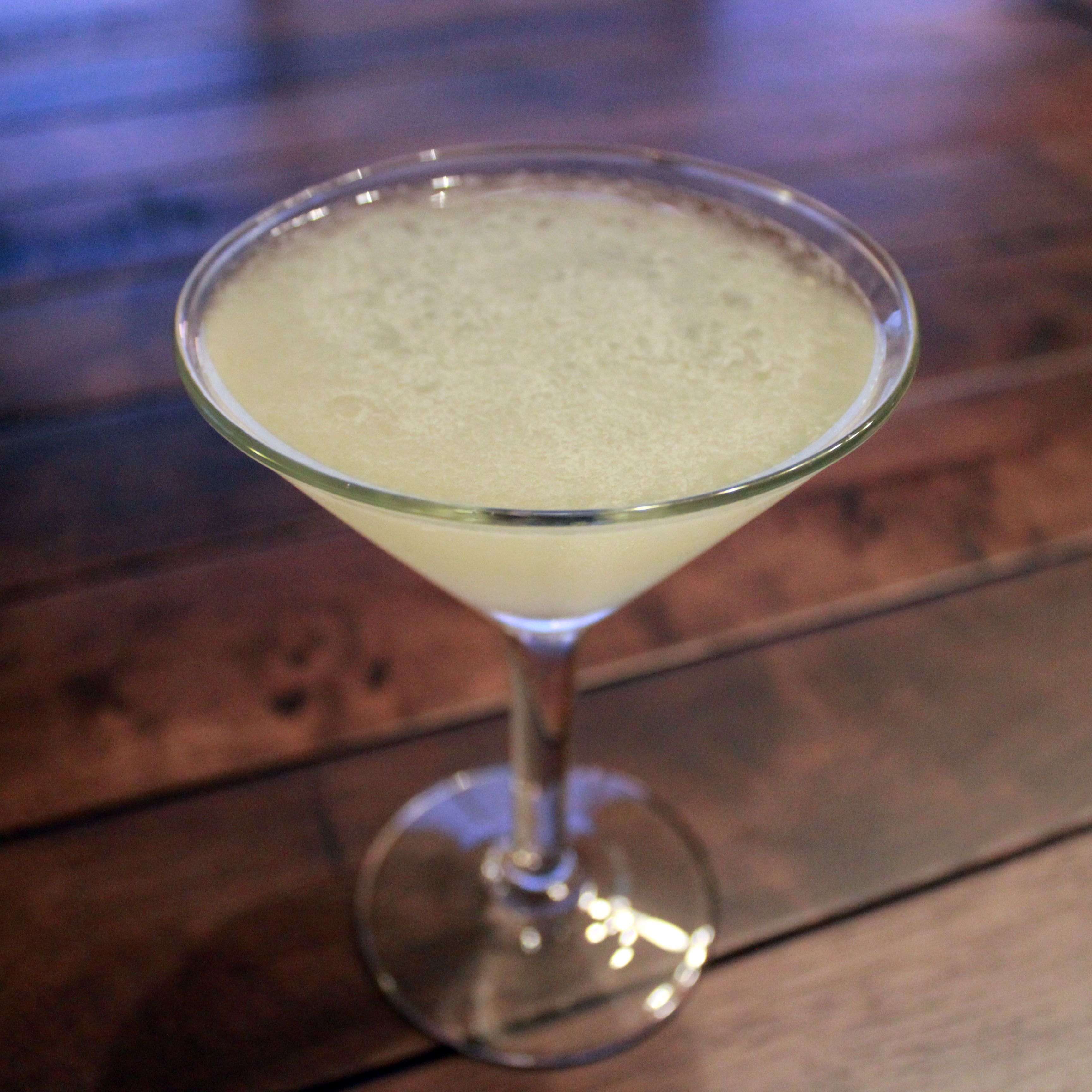
다이키리

다이키리(스페인어: Daiquiri)는 럼 베이스의 칵테일 중 하나이다.

## 역사
다이키리(Daiquiri)는 쿠바에 있는 광산의 이름인데, 다이키리 광산에서 일하던 미국인 기술자 제닝스 콕스(Jennings cox)가 쿠바 현지의 럼과 라임, 설탕을 섞어서 만든 것이 시초라고 한다. 소설가 어니스트 헤밍웨이가 다이키리의 마니아로 유명하다. 헤밍웨이는 "내 삶은 라 보데기타(La Bodeguita)의 모히토와 엘 플로리디타(El Floridita)의 다이키리에 존재한다."라는 말을 남겼다.

## 같이 보기
- 카이피리냐
- 모히토